# Deputati della XXV legislatura del Regno d'Italia
Elenco dei deputati eletti per la XXV legislatura del Regno d'Italia nei 54 collegi elettorali.
Con un asterisco sono indicati i deputati non proclamati inizialmente.
| Nome                                       | Collegio           | Lista                                                     | Area politica della lista          |
| ------------------------------------------ | ------------------ | --------------------------------------------------------- | ---------------------------------- |
| Abbo, Pietro                               | Genova             | Socialista ufficiale                                      | Socialista ufficiale               |
| Abisso, Angelo                             | Girgenti           | Liberale democratico                                      | Liberali, democratici              |
| Agnelli, Arnaldo                           | * Milano           | Combattenti                                               | Combattenti                        |
| Agnesi, Giacomo                            | Genova             | Popolare italiano                                         | Popolare                           |
| Agnini, Gregorio                           | Parma              | Socialista ufficiale                                      | Socialista ufficiale               |
| Agostini, Livio                            | Milano             | Socialista ufficiale                                      | Socialista ufficiale               |
| Agostinone, Emidio                         | Teramo             | Socialista ufficiale                                      | Socialista ufficiale               |
| Albanese, Giuseppe                         | Reggio di Calabria | Liberale democratico                                      | Liberali, democratici              |
| Albertelli, Guido                          | Parma              | Socialista ufficiale                                      | Socialista ufficiale               |
| Alessandri, Cesare                         | Venezia            | Socialista ufficiale                                      | Socialista ufficiale               |
| Alessio, Giulio                            | Padova             | Blocco liberale democratico                               | Liberali, democratici              |
| Alice, Giovanni                            | Novara             | Costituzionale democratico riformatore                    | Democratici                        |
| Amato, Stanislao                           | Cosenza            | Radicale                                                  | Radicali                           |
| Amendola, Giovanni                         | Salerno            | Liberale democratico                                      | Liberali, democratici              |
| Amici, Giovanni                            | Perugia            | Liberale democratico                                      | Liberali, democratici              |
| Angioni, Mauro                             | Cagliari           | Combattenti                                               | Combattenti                        |
| Anile, Antonino                            | Catanzaro          | Popolare italiano                                         | Popolare                           |
| Argentieri, Dante                          | Parma              | Socialista ufficiale                                      | Socialista ufficiale               |
| Arnoni, Fortunato Tommaso                  | Cosenza            | Liberale democratico                                      | Liberali, democratici              |
| Arrigoni degli Oddi, Carlo Ettore          | Padova             | Popolare italiano                                         | Popolare                           |
| Baccelli, Alfredo                          | Roma               | Liberale democratico                                      | Liberali, democratici              |
| Bacci, Felice                              | Firenze            | Popolare italiano                                         | Popolare                           |
| Bacci, Giovanni                            | Ravenna            | Socialista ufficiale                                      | Socialista ufficiale               |
| Bacigalupi, Angelo                         | Genova             | Socialista ufficiale                                      | Socialista ufficiale               |
| Baglioni, Gino                             | Verona             | Socialista ufficiale                                      | Socialista ufficiale               |
| Baglioni, Silvestro                        | Macerata           | Liberale democratico                                      | Liberali, democratici              |
| Baldassarre, Piero                         | Campobasso         | Democratico                                               | Democratici                        |
| Baldini, Nullo                             | Ravenna            | Socialista ufficiale                                      | Socialista ufficiale               |
| Balsano, Rocco                             | Palermo            | Liberale democratico                                      | Liberali, democratici              |
| Banderali, Angelo                          | Genova             | Popolare italiano                                         | Popolare                           |
| Baracco, Leopoldo                          | Alessandria        | Popolare italiano                                         | Popolare                           |
| Baratta, Giovanni                          | Messina            | Liberale                                                  | Liberali                           |
| Barbato, Nicola                            | Bari               | Socialista ufficiale                                      | Socialista ufficiale               |
| Barberis, Francesco                        | Torino             | Socialista ufficiale                                      | Socialista ufficiale               |
| Barrese, Ernesto                           | Cosenza            | Combattenti                                               | Combattenti                        |
| Basile, Luigi                              | Campobasso         | Liberale democratico                                      | Liberali, democratici              |
| Basso, Luigi                               | Udine              | Socialista ufficiale                                      | Socialista ufficiale               |
| Baviera, Giovanni                          | Avellino           | Democratici indipendenti                                  | Democratici                        |
| Bazoli, Luigi                              | Brescia            | Popolare italiano                                         | Popolare                           |
| Beghi, Galileo                             | Ferrara            | Socialista ufficiale                                      | Socialista ufficiale               |
| Bellagarda, Giuseppe                       | Torino             | Socialista ufficiale                                      | Socialista ufficiale               |
| Bellelli, Arturo                           | Parma              | Socialista ufficiale                                      | Socialista ufficiale               |
| Belloni, Ambrogio                          | Alessandria        | Socialista ufficiale                                      | Socialista ufficiale               |
| Bellotti, Pietro                           | Milano             | Socialista ufficiale                                      | Socialista ufficiale               |
| Belotti, Bortolo                           | Bergamo            | Liberale                                                  | Liberali                           |
| Beltrami, Francesco                        | Novara             | Socialista ufficiale                                      | Socialista ufficiale               |
| Benedetti, Tullio                          | Lucca              | Liberale                                                  | Liberali                           |
| Beneduce, Alberto                          | Caserta            | Democratici e combattenti                                 | Democratici                        |
| Beneduce, Giuseppe                         | Napoli             | Democratico                                               | Democratici                        |
| Benelli, Sem                               | Firenze            | Blocco democratico                                        | Democratici                        |
| Bentini, Genuzio                           | Bologna            | Socialista ufficiale                                      | Socialista ufficiale               |
| Berardelli, Adolfo                         | Cosenza            | Radicale                                                  | Radicali                           |
| Berenini, Agostino                         | Parma              | Blocco democratico                                        | Democratici                        |
| Beretta, Mario                             | Macerata           | Liberale democratico                                      | Liberali, democratici              |
| Bergamo, Guido                             | Treviso            | Blocco democratico e combattenti                          | Democratici                        |
| Bertini, Giovanni                          | Ancona             | Popolare italiano                                         | Popolare                           |
| Bertolino, Felice                          | Cuneo              | Popolare italiano                                         | Popolare                           |
| Bertone, Giovanni Battista                 | Cuneo              | Popolare italiano                                         | Popolare                           |
| Besana, Riccardo                           | Milano             | Concentrazione costituzionale                             | Liberali                           |
| Betti, Francesco                           | Lucca              | Socialista ufficiale                                      | Socialista ufficiale               |
| Bevione, Giuseppe                          | Torino             | Monarchico liberale                                       | Liberali                           |
| Bianchi, Carlo Giuseppe                    | Cuneo              | Agrario                                                   | Economico                          |
| Bianchi, Giuseppe                          | Brescia            | Socialista ufficiale                                      | Socialista ufficiale               |
| Bianchi, Giuseppe                          | Novara             | Socialista ufficiale                                      | Socialista ufficiale               |
| Bianchi, Umberto                           | Ravenna            | Socialista ufficiale                                      | Socialista ufficiale               |
| Bianchi, Vincenzo                          | Campobasso         | Liberale democratico                                      | Liberali, democratici              |
| Bignami, Paolo                             | Milano             | Concentrazione costituzionale                             | Liberali                           |
| Binotti, Clodoaldo                         | Genova             | Socialista ufficiale                                      | Socialista ufficiale               |
| Bisogni, Sesto                             | Siena              | Socialista ufficiale                                      | Socialista ufficiale               |
| Bissolati Bergamaschi, Leonida             | Cremona            | Blocco democratico                                        | Democratici                        |
| Boccieri, Vincenzo                         | Avellino           | Popolare italiano                                         | Popolare                           |
| Bocconi, Alessandro                        | Ancona             | Socialista ufficiale                                      | Socialista ufficiale               |
| Boggiano Pico, Antonio                     | Genova             | Popolare italiano                                         | Popolare                           |
| Bombacci, Nicola                           | Bologna            | Socialista ufficiale                                      | Socialista ufficiale               |
| Bonardi, Carlo                             | Brescia            | Unione democratica                                        | Democratici                        |
| Bonato, Primo                              | Verona             | Socialista ufficiale                                      | Socialista ufficiale               |
| Boncompagni Ludovisi, Francesco            | Roma               | Popolare italiano                                         | Popolare                           |
| Bondi, Massimo                             | Pisa               | Blocco democratico                                        | Democratici                        |
| Bonomi, Ivanoe                             | Mantova            | Blocco democratico                                        | Democratici                        |
| Bonomi, Paolo                              | Bergamo            | Popolare italiano                                         | Popolare                           |
| Borromeo, Pietro                           | * Roma             | Popolare italiano                                         | Popolare                           |
| Bosco Lucarelli, Giambattista              | Campobasso         | Popolare italiano                                         | Popolare                           |
| Boselli, Paolo                             | Torino             | Monarchico liberale                                       | Liberali                           |
| Bosi, Luigi                                | Siena              | Socialista ufficiale                                      | Socialista ufficiale               |
| Brancoli Busdraghi, Niccolao               | Lucca              | Popolare italiano                                         | Popolare                           |
| Brezzi, Domenico                           | Alessandria        | Liberale democratico                                      | Liberali, democratici              |
| Brugnola, Luigi Arsenio                    | Perugia            | Socialista ufficiale                                      | Socialista ufficiale               |
| Brunelli, Umberto                          | Ravenna            | Socialista ufficiale                                      | Socialista ufficiale               |
| Brunialti, Attilio                         | Vicenza            | Liberale indipendente                                     | Liberali                           |
| Brusasca, Giovanni                         | Alessandria        | Popolare italiano                                         | Popolare                           |
| Bubbio, Teodoro                            | Cuneo              | Popolare italiano                                         | Popolare                           |
| Bucco, Ercole                              | Mantova            | Socialista ufficiale                                      | Socialista ufficiale               |
| Buffoni, Francesco                         | Milano             | Socialista ufficiale                                      | Socialista ufficiale               |
| Buggino, Alessandro                        | Torino             | Socialista ufficiale                                      | Socialista ufficiale               |
| Buonocore, Giuseppe                        | Caserta            | Democratico costituzionale                                | Democratici                        |
| Buozzi, Bruno                              | * Napoli           | Socialista ufficiale                                      | Socialista ufficiale               |
| Cagnoni, Egisto                            | Pavia              | Socialista ufficiale                                      | Socialista ufficiale               |
| Calò, Giovanni                             | Lecce              | Liberali indipendenti                                     | Liberali                           |
| Camera, Giovanni                           | Salerno            | Democratico                                               | Democratici                        |
| Camera, Salvatore                          | Salerno            | Popolare italiano                                         | Popolare                           |
| Camerini, Vincenzo                         | Aquila             | Democratico costituzionale                                | Democratici                        |
| Cameroni, Agostino                         | Bergamo            | Popolare italiano                                         | Popolare                           |
| Caminiti, Rocco                            | Reggio di Calabria | Blocco democratico-combattenti                            | Democratici                        |
| Campanini, Romeo                           | Milano             | Socialista ufficiale                                      | Socialista ufficiale               |
| Campi, Pietro Paolo                        | Milano             | Socialista ufficiale                                      | Socialista ufficiale               |
| Cancellieri, Antenore                      | Ancona             | Liberale democratico                                      | Liberali, democratici              |
| Canevari, Emilio                           | Pavia              | Socialista ufficiale                                      | Socialista ufficiale               |
| Capasso, Pietro                            | Salerno            | Democratico                                               | Democratici                        |
| Capocchi, Russardo                         | Pisa               | Socialista ufficiale                                      | Socialista ufficiale               |
| Caporali, Raffaele                         | Chieti             | Liberale democratico                                      | Liberali, democratici              |
| Cappa, Paolo                               | Ancona, Genova     | Popolare italiano                                         | Popolare                           |
| Cappelleri, Giuseppe Maria                 | Reggio di Calabria | Popolare italiano                                         | Popolare                           |
| Cappellotto Italico, Corradino             | Treviso            | Popolare italiano                                         | Popolare                           |
| Caputi, Ercole                             | Avellino           | Democratico costituzionale                                | Democratici                        |
| Carazzolo, Giantristano                    | Padova             | Socialista ufficiale                                      | Socialista ufficiale               |
| Carboni Boj, Enrico                        | Cagliari           | Liberale                                                  | Liberali                           |
| Carboni, Vincenzo                          | Roma               | Liberale democratico                                      | Liberali, democratici              |
| Carnazza, Gabriello                        | Catania            | Unione democratico-sociale                                | Democratici                        |
| Caroti, Arturo                             | Firenze            | Socialista ufficiale                                      | Socialista ufficiale               |
| Carusi, Mario                              | Campobasso         | Combattenti                                               | Combattenti                        |
| Casalini, Giulio                           | Torino             | Socialista ufficiale                                      | Socialista ufficiale               |
| Casaretto, Francesco                       | Genova             | Liberale                                                  | Liberali                           |
| Cascino, Calogero                          | Caltanissetta      | Popolare italiano                                         | Popolare                           |
| Casertano, Antonio                         | Caserta            | Democratici e combattenti                                 | Democratici                        |
| Caso, Pasquale                             | Bari               | Liberale                                                  | Liberali                           |
| Casoli, Giuseppe                           | Parma              | Popolare italiano                                         | Popolare                           |
| Castellino, Pietro                         | Foggia             | Radico-liberale                                           | Liberali, democratici              |
| Cattini, Luigi                             | Udine              | Popolare italiano                                         | Popolare                           |
| Cavallera, Giuseppe                        | Cuneo              | Socialista ufficiale                                      | Socialista ufficiale               |
| Cavalli, Carlo                             | Bergamo            | Popolare italiano                                         | Popolare                           |
| Cavazzoni, Stefano                         | Milano             | Popolare italiano                                         | Popolare                           |
| Cazzamalli, Ferdinando                     | Cremona            | Socialista ufficiale                                      | Socialista ufficiale               |
| Celesia di Vegliasco, Giovanni             | Genova             | Blocco democratico liberale                               | Liberali, democratici              |
| Celli, Guido                               | Teramo             | Democratico                                               | Democratici                        |
| Cerabona, Francesco                        | Potenza            | Blocco democratico                                        | Democratici                        |
| Cermenati, Mario                           | Como               | Liberale democratico                                      | Liberali, democratici              |
| Cerpelli, Attilio                          | Genova             | Liberale                                                  | Liberali                           |
| Chianese, Francesco Saverio                | Napoli             | Democratico liberale                                      | Liberali, democratici              |
| Chiesa, Eugenio                            | Lucca              | Combattenti                                               | Combattenti                        |
| Chimienti, Pietro                          | Lecce              | Liberale democratico                                      | Liberali, democratici              |
| Chiossi, Oreste                            | Parma              | Socialista ufficiale                                      | Socialista ufficiale               |
| Ciappi, Anselmo                            | Macerata           | Liberale democratico                                      | Liberali, democratici              |
| Ciccolungo, Nicola                         | Macerata           | Popolare italiano                                         | Popolare                           |
| Ciccotti Scozzese, Francesco               | Perugia            | Socialista ufficiale                                      | Socialista ufficiale               |
| Cicogna, Giovanni                          | Treviso            | Popolare italiano                                         | Popolare                           |
| Cimorelli, Edoardo                         | * Campobasso       | Liberale democratico                                      | Liberali, democratici              |
| Cingolani, Mario                           | Perugia            | Popolare italiano                                         | Popolare                           |
| Ciocchi, Gaetano                           | Caserta            | Liberale democratico                                      | Liberali, democratici              |
| Ciriani, Marco                             | Udine              | Democratico-cristiano                                     | Democratici                        |
| Cirincione, Giuseppe                       | Palermo            | Liberale democratico                                      | Liberali, democratici              |
| Ciuffelli, Augusto                         | Perugia            | Liberale democratico                                      | Liberali, democratici              |
| Cocco Ortu, Francesco                      | Cagliari           | Liberale costituzionale                                   | Liberali                           |
| Cocuzza, Lorenzo                           | Siracusa           | Socialista riformista                                     | Socialisti riformisti              |
| Coda, Valentino                            | * Genova           | Blocco democratico liberale                               | Liberali, democratici              |
| Codacci Pisanelli, Alfredo                 | Lecce              | Blocco democratico                                        | Democratici                        |
| Colajanni, Napoleone                       | Caltanissetta      | Blocco democratico                                        | Democratici                        |
| Colella, Rosolino                          | Teramo             | Combattenti                                               | Combattenti                        |
| Colonna Romano di Cesarò, Giovanni Antonio | Messina            | Radicale                                                  | Radicali                           |
| Colosimo, Gaspare                          | Catanzaro          | Democratico                                               | Democratici                        |
| Congiu, Luigi                              | Cagliari           | Liberale costituzionale                                   | Liberali                           |
| Conti, Giuseppe                            | Parma              | Popolare italiano                                         | Popolare                           |
| Corazzin, Luigi                            | Treviso            | Popolare italiano                                         | Popolare                           |
| Coris, Giovanni Battista                   | Verona             | Popolare italiano                                         | Popolare                           |
| Corradini, Camillo                         | Aquila             | Democratico costituzionale                                | Democratici                        |
| Corsi, Giuliano                            | Pisa               | Socialista ufficiale                                      | Socialista ufficiale               |
| Cosattini, Giovanni                        | Udine              | Socialista ufficiale                                      | Socialista ufficiale               |
| Costa, Gesualdo                            | Catania            | Unione democratico-sociale                                | Democratici                        |
| Crispolti, Filippo                         | Torino             | Popolare italiano                                         | Popolare                           |
| Croce, Ettore                              | Ravenna            | Socialista ufficiale                                      | Socialista ufficiale               |
| Cuomo, Giovanni                            | Salerno            | Liberale democratico                                      | Liberali, democratici              |
| Curti, Francesco                           | Vicenza            | Popolare italiano                                         | Popolare                           |
| Cutrufelli, Rosario                        | Messina            | Democratico                                               | Democratici                        |
| D'Agata, Antonino                          | Siracusa           | Socialista riformista                                     | Socialisti riformisti              |
| D'Alessio, Francesco                       | Potenza            | Blocco democratico                                        | Democratici                        |
| D'Aragona, Lodovico                        | Milano             | Socialista ufficiale                                      | Socialista ufficiale               |
| D'Ayala, Francesco Saverio                 | Catania            | Agrario                                                   | Economico                          |
| De Andreis, Luigi                          | Ancona             | Repubblicano                                              | Repubblicani                       |
| De Benedictis, Antonio                     | Teramo             | Democratico                                               | Democratici                        |
| De Capitani D'Arzago, Giuseppe             | Milano             | Concentrazione costituzionale                             | Liberali                           |
| De Caro, Raffaele                          | Campobasso         | Radicale                                                  | Radicali                           |
| De Cristofaro, Ippolito Luigi              | Catania            | Popolare italiano                                         | Popolare                           |
| De Felice Giuffrida, Giuseppe              | Catania            | Unione democratico-sociale                                | Democratici                        |
| De Giovanni, Alessandro                    | Pavia              | Socialista ufficiale                                      | Socialista ufficiale               |
| De Martino, Augusto                        | Napoli             | Economico                                                 | Economico                          |
| De Michele, Giuseppe                       | Caserta            | Popolare italiano                                         | Popolare                           |
| De Michelis, Paolo                         | Alessandria        | Socialista ufficiale                                      | Socialista ufficiale               |
| De Nava, Giuseppe                          | Reggio di Calabria | Liberale democratico                                      | Liberali, democratici              |
| De Nicola, Enrico                          | Napoli             | Democratico liberale                                      | Liberali, democratici              |
| De Ruggieri, Nicola                        | Potenza            | Liberale democratico                                      | Liberali, democratici              |
| De Viti De Marco, Antonio                  | Lecce              | Blocco democratico                                        | Democratici                        |
| De Vito, Roberto                           | Teramo             | Democratico                                               | Democratici                        |
| Degni, Francesco                           | Napoli             | Popolare italiano                                         | Popolare                           |
| Del Bello, Diego                           | Macerata           | Socialista ufficiale                                      | Socialista ufficiale               |
| Della Seta, Alceste                        | Roma               | Socialista ufficiale                                      | Socialista ufficiale               |
| Dell'Abate, Antonio                        | Lecce              | Blocco democratico                                        | Democratici                        |
| Dello Sbarba, Arnaldo                      | Pisa               | Blocco democratico                                        | Democratici                        |
| Di Fausto, Amanto                          | Roma               | Popolare italiano                                         | Popolare                           |
| Di Francia, Luigi                          | Catanzaro          | Liberale                                                  | Liberali                           |
| Di Giorgio, Antonino                       | Messina            | Liberale democratico                                      | Liberali, democratici              |
| Di Giovanni, Eduardo                       | Siracusa           | Socialista riformista                                     | Socialisti riformisti              |
| Di Marzo, Alberto                          | Avellino           | Democratico costituzionale                                | Democratici                        |
| Di Pietra, Biagio                          | Trapani            | Democratico liberale                                      | Liberali, democratici              |
| Di Salvo, Vincenzo                         | Palermo            | Liberale                                                  | Liberali                           |
| Donati, Guido Marco                        | Firenze            | Popolare italiano                                         | Popolare                           |
| Donati, Pio                                | Parma              | Socialista ufficiale                                      | Socialista ufficiale               |
| Dore, Francesco                            | Sassari            | Radicale                                                  | Radicali                           |
| Drago, Aurelio                             | Palermo            | Socialista riformista                                     | Socialisti riformisti              |
| Dugoni, Enrico                             | Mantova            | Socialista ufficiale                                      | Socialista ufficiale               |
| Evoli, Tiberio                             | Reggio di Calabria | Blocco democratico-combattenti                            | Democratici                        |
| Facta, Luigi                               | Torino             | Liberale                                                  | Liberali                           |
| Falbo, Italo Carlo                         | Cosenza            | Liberale democratico                                      | Liberali, democratici              |
| Falcioni, Alfredo                          | Novara             | Liberale democratico indipendente                         | Liberali, democratici              |
| Fantoni, Luciano                           | Udine              | Popolare italiano                                         | Popolare                           |
| Faranda, Giuseppe                          | Messina            | Liberale democratico                                      | Liberali, democratici              |
| Farina, Mattia                             | Salerno            | Popolare italiano                                         | Popolare                           |
| Farini, Pietro                             | Perugia            | Socialista ufficiale                                      | Socialista ufficiale               |
| Farioli, Francesco                         | Parma              | Popolare italiano                                         | Popolare                           |
| Favia, Nicola                              | Bari               | Combattenti                                               | Combattenti                        |
| Federzoni, Luigi                           | Roma               | Liberale nazionalista                                     | Liberali                           |
| Fera, Luigi                                | Cosenza            | Radicale                                                  | Radicali                           |
| Ferrari, Enrico                            | Parma              | Socialista ufficiale                                      | Socialista ufficiale               |
| Ferraris, Eusebio                          | Novara             | Socialista ufficiale                                      | Socialista ufficiale               |
| Fiamingo, Giuseppe                         | Siracusa           | Liberale democratico                                      | Liberali, democratici              |
| Filesi, Pietro                             | Reggio di Calabria | Liberale democratico                                      | Liberali, democratici              |
| Filippini, Giuseppe                        | Ancona             | Socialista ufficiale                                      | Socialista ufficiale               |
| Fino, Francesco Saverio                    | Torino             | Popolare italiano                                         | Popolare                           |
| Finocchiaro Aprile, Andrea                 | Palermo            | Liberale democratico                                      | Liberali, democratici              |
| Finocchiaro Aprile, Emanuele               | Siracusa           | Liberale democratico                                      | Liberali, democratici              |
| Fontana, Attilio                           | Pavia              | Liberale democratico                                      | Liberali, democratici              |
| Fora, Aldovino                             | Perugia            | Socialista ufficiale                                      | Socialista ufficiale               |
| Franceschi, Omero                          | Como               | Socialista ufficiale                                      | Socialista ufficiale               |
| Frola, Francesco                           | Torino             | Socialista ufficiale                                      | Socialista ufficiale               |
| Fronda, Eugenio                            | Girgenti           | Popolare italiano                                         | Popolare                           |
| Frontini, Luigi                            | Firenze            | Socialista ufficiale                                      | Socialista ufficiale               |
| Frova, Ottavio                             | Treviso            | Popolare italiano                                         | Popolare                           |
| Fulci, Luigi                               | Messina            | Democratico                                               | Democratici                        |
| Furian, Armando                            | * Padova           | Socialista ufficiale                                      | Socialista ufficiale               |
| Galeno, Angelo                             | Venezia            | Socialista ufficiale                                      | Socialista ufficiale               |
| Galla, Tito                                | Vicenza            | Popolare italiano                                         | Popolare                           |
| Gallani, Dante                             | Ferrara            | Socialista ufficiale                                      | Socialista ufficiale               |
| Gallavresi, Emilio                         | Bergamo            | Socialista ufficiale                                      | Socialista ufficiale               |
| Gallenga Stuart, Romeo                     | Perugia            | Liberale democratico                                      | Liberali, democratici              |
| Garibotti, Giuseppe                        | Cremona            | Socialista ufficiale                                      | Socialista ufficiale               |
| Garosi, Fernando                           | Firenze            | Socialista ufficiale                                      | Socialista ufficiale               |
| Gasparotto, Luigi                          | Udine, Milano      | Combattenti                                               | Combattenti                        |
| Gay, Matteo                                | Torino             | Socialista ufficiale                                      | Socialista ufficiale               |
| Gentile, Giuseppe                          | Messina            | Democratico                                               | Democratici                        |
| Ghezzi, Ernesto                            | Como               | Socialista ufficiale                                      | Socialista ufficiale               |
| Ghislandi, Guglielmo                       | Brescia            | Combattenti                                               | Combattenti                        |
| Giaracà, Enrico                            | Siracusa           | Liberale democratico                                      | Liberali, democratici              |
| Giavazzi, Callisto                         | Bergamo            | Popolare italiano                                         | Popolare                           |
| Gioja, Michele                             | Potenza            | Liberale democratico                                      | Liberali, democratici              |
| Giolitti, Giovanni                         | Cuneo              | Liberale democratico                                      | Liberali, democratici              |
| Girardi, Salvatore                         | Napoli             | Democratico liberale                                      | Liberali, democratici              |
| Girardini, Giuseppe                        | Udine              | Liberale democratico                                      | Liberali, democratici              |
| Giuffrida, Vincenzo                        | Catania            | Unione democratico-sociale                                | Democratici                        |
| Giulietti, Giuseppe                        | Genova             | Socialista riformista                                     | Socialisti riformisti              |
| Grandi, Achille                            | Como, Milano       | Popolare italiano                                         | Popolare                           |
| Grandi, Ferdinando                         | Mantova            | Socialista ufficiale                                      | Socialista ufficiale               |
| Grassi, Giuseppe                           | Lecce              | Liberale democratico                                      | Liberali, democratici              |
| Graziadei, Antonio                         | Bologna            | Socialista ufficiale                                      | Socialista ufficiale               |
| Grilli, Umberto                            | Siena              | Socialista ufficiale                                      | Socialista ufficiale               |
| Grimaldi, Giulio                           | Salerno            | Liberale democratico                                      | Liberali, democratici              |
| Gronchi, Giovanni                          | Pisa               | Popolare italiano                                         | Popolare                           |
| Grossi, Leonello                           | Bologna            | Socialista ufficiale                                      | Socialista ufficiale               |
| Guaccero, Alessandro                       | Bari               | Combattenti                                               | Combattenti                        |
| Guarienti, Ugo                             | Verona             | Popolare italiano                                         | Popolare                           |
| Guarino Amella, Giovanni                   | Girgenti           | Liberale democratico                                      | Liberali, democratici              |
| Guglielmi, Giorgio                         | Roma               | Liberale democratico                                      | Liberali, democratici              |
| Improta, Pasquale                          | Napoli             | Democratico liberale                                      | Liberali, democratici              |
| Jacini, Stefano                            | * Como             | Popolare italiano                                         | Popolare                           |
| Janfolla, Vincenzo                         | Potenza            | Liberale democratico                                      | Liberali, democratici              |
| Jannelli, Giuseppe                         | Palermo            | Popolare italiano                                         | Popolare                           |
| Janni, Ettore                              | Chieti             | Costituzionali e combattenti                              | Liberali                           |
| La Loggia, Enrico                          | Girgenti           | Democratico                                               | Democratici                        |
| La Pegna, Alberto                          | Siena              | Radicale                                                  | Radicali                           |
| Labriola, Arturo                           | Napoli             | Radico-socialista-repubblicano                            | Radicali, repubblicani, riformisti |
| Lanza di Trabia, Giuseppe                  | Palermo            | Liberale                                                  | Liberali                           |
| Lanzara, Goffredo                          | Salerno            | Popolare italiano                                         | Popolare                           |
| Lazzari, Costantino                        | Cremona, Milano    | Socialista ufficiale                                      | Socialista ufficiale               |
| Lembo, Paolo                               | Bari               | Liberale democratico                                      | Liberali, democratici              |
| Lissia, Pietro                             | Sassari            | Liberali indipendenti                                     | Liberali                           |
| Lo Monte, Giovanni                         | Palermo            | Liberale democratico                                      | Liberali, democratici              |
| Lo Piano, Agostino                         | Caltanissetta      | Blocco democratico                                        | Democratici                        |
| Lo Presti, Antonino                        | Trapani            | Blocco radico-riformista                                  | Radicali, repubblicani, riformisti |
| Lollini, Vittorio                          | Caserta            | Socialista ufficiale                                      | Socialista ufficiale               |
| Lombardi, Giovanni                         | Bari               | Liberale democratico                                      | Liberali, democratici              |
| Lombardi, Nicola                           | Catanzaro          | Concentrazione democratica                                | Democratici                        |
| Lombardo, Paolo                            | Cuneo              | Socialista ufficiale                                      | Socialista ufficiale               |
| Longinotti, Giovanni Maria                 | Brescia            | Popolare italiano                                         | Popolare                           |
| Lopardi, Emidio                            | Aquila             | Socialista ufficiale                                      | Socialista ufficiale               |
| Luciani, Vito                              | Bari               | Liberale democratico                                      | Liberali, democratici              |
| Ludovici, Vincenzo                         | Aquila             | Combattenti                                               | Combattenti                        |
| Luzzatti, Luigi                            | Treviso            | Liberale                                                  | Liberali                           |
| Luzzatto, Arturo                           | Siena              | Radicale                                                  | Radicali                           |
| Macaggi, Giuseppe                          | Genova             | Combattenti                                               | Combattenti                        |
| Macchi, Luigi                              | * Catania          | Unione democratico-sociale                                | Democratici                        |
| Maestri, Arturo                            | Brescia            | Socialista ufficiale                                      | Socialista ufficiale               |
| Maffi, Fabrizio                            | Novara             | Socialista ufficiale                                      | Socialista ufficiale               |
| Maitilasso, Michele                        | Foggia             | Socialista ufficiale                                      | Socialista ufficiale               |
| Majolo, Domenico                           | Foggia             | Socialista ufficiale                                      | Socialista ufficiale               |
| Malatesta, Alberto                         | Novara             | Socialista ufficiale                                      | Socialista ufficiale               |
| Mancini, Augusto                           | Lucca              | Liberale democratico                                      | Liberali, democratici              |
| Manes, Carlo                               | Cosenza            | Combattenti                                               | Combattenti                        |
| Marabini, Anselmo                          | Bologna            | Socialista ufficiale                                      | Socialista ufficiale               |
| Marangoni, Guido                           | Ferrara            | Socialista ufficiale                                      | Socialista ufficiale               |
| Marchioro, Domenico                        | Vicenza            | Socialista ufficiale                                      | Socialista ufficiale               |
| Marciano, Gennaro                          | Caserta            | Liberale democratico                                      | Liberali, democratici              |
| Marconcini, Federico                       | Torino             | Popolare italiano                                         | Popolare                           |
| Marcora, Giuseppe                          | Como               | Liberale democratico                                      | Liberali, democratici              |
| Marescalchi, Arturo                        | Alessandria        | Agrario                                                   | Economico                          |
| Marino, Antonio                            | Bari               | Popolare italiano                                         | Popolare                           |
| Marracino, Alessandro                      | Campobasso         | Radicale                                                  | Radicali                           |
| Martini, Mario Augusto                     | Firenze            | Popolare italiano                                         | Popolare                           |
| Martire, Egilberto                         | Roma               | Popolare italiano                                         | Popolare                           |
| Marzi, Domenico                            | Roma               | Socialista ufficiale                                      | Socialista ufficiale               |
| Mascagni, Luigi                            | Siena              | Socialista ufficiale                                      | Socialista ufficiale               |
| Masciantonio, Pasquale                     | Chieti             | Liberale democratico                                      | Liberali, democratici              |
| Mastino, Pietro                            | Sassari            | Combattenti                                               | Combattenti                        |
| Materi, Pasquale                           | * Potenza          | Liberale democratico                                      | Liberali, democratici              |
| Mattei Gentili, Paolo                      | * Ancona           | Popolare italiano                                         | Popolare                           |
| Matteotti, Giacomo                         | Ferrara            | Socialista ufficiale                                      | Socialista ufficiale               |
| Mauri, Angelo                              | Milano, Pavia      | Popolare italiano                                         | Popolare                           |
| Mauro, Clemente                            | Salerno            | Liberale democratico                                      | Liberali, democratici              |
| Mauro, Tommaso                             | Trapani            | Democratico liberale                                      | Liberali, democratici              |
| Maury di Morancez, Eugenio                 | Foggia             | Liberale                                                  | Liberali                           |
| Mazzarella, Basilio                        | Caserta            | Democratici e combattenti                                 | Democratici                        |
| Mazzolani, Ulderico                        | Ravenna            | Repubblicano                                              | Repubblicani                       |
| Mazzoni, Nino                              | Parma              | Socialista ufficiale                                      | Socialista ufficiale               |
| Mecheri, Gioacchino                        | Roma               | Liberale nazionalista                                     | Liberali                           |
| Meda, Filippo                              | Milano, Roma       | Popolare italiano                                         | Popolare                           |
| Mendaia, Vincenzo                          | Potenza            | Liberale democratico                                      | Liberali, democratici              |
| Merizzi, Giovanni                          | Como               | Popolare italiano                                         | Popolare                           |
| Merlin, Umberto                            | Ferrara            | Popolare italiano                                         | Popolare                           |
| Merloni, Giovanni                          | Siena              | Socialista ufficiale                                      | Socialista ufficiale               |
| Meschiari, Gino                            | Perugia            | Blocco socialista, riformista, repubblicano e combattenti | Radicali, repubblicani, riformisti |
| Mezzanotte, Camillo                        | Chieti             | Liberale democratico                                      | Liberali, democratici              |
| Miceli Picardi, Francesco                  | Cosenza            | Popolare italiano                                         | Popolare                           |
| Micheli, Giuseppe                          | Parma              | Popolare italiano                                         | Popolare                           |
| Miglioli, Guido                            | Cremona            | Popolare italiano                                         | Popolare                           |
| Milani, Fulvio                             | Bologna            | Popolare italiano                                         | Popolare                           |
| Miliani, Giambattista                      | Ancona             | Liberale democratico                                      | Liberali, democratici              |
| Misiano, Francesco                         | Napoli, Torino     | Socialista ufficiale                                      | Socialista ufficiale               |
| Modigliani, Giuseppe Emanuele              | Pisa               | Socialista ufficiale                                      | Socialista ufficiale               |
| Momigliano, Riccardo                       | Como               | Socialista ufficiale                                      | Socialista ufficiale               |
| Monici, Giovanni                           | Roma               | Socialista ufficiale                                      | Socialista ufficiale               |
| Montemartini, Luigi                        | Pavia              | Socialista ufficiale                                      | Socialista ufficiale               |
| Montini, Giorgio                           | Brescia            | Popolare italiano                                         | Popolare                           |
| Morgari, Oddino                            | Torino             | Socialista ufficiale                                      | Socialista ufficiale               |
| Morini, Emilio                             | Pavia              | Socialista ufficiale                                      | Socialista ufficiale               |
| Morisani, Teodoro                          | Caserta            | Liberale democratico                                      | Liberali, democratici              |
| Mucci, Leone Luigi                         | Foggia             | Socialista ufficiale                                      | Socialista ufficiale               |
| Murari, Mario                              | Mantova            | Socialista ufficiale                                      | Socialista ufficiale               |
| Murgia, Diego                              | Sassari            | Costituzionale                                            | Liberali                           |
| Murialdi, Luigi                            | Alessandria        | Liberale democratico                                      | Liberali, democratici              |
| Musatti, Elia                              | Venezia            | Socialista ufficiale                                      | Socialista ufficiale               |
| Muzi, Saturnino                            | Aquila             | Combattenti                                               | Combattenti                        |
| Nasi, Nunzio                               | Trapani            | Democratico liberale                                      | Liberali, democratici              |
| Nava, Cesare                               | Milano             | Popolare italiano                                         | Popolare                           |
| Negretti, Adelfo                           | Siena              | Popolare italiano                                         | Popolare                           |
| Niccolai, Adelmo                           | Ferrara            | Socialista ufficiale                                      | Socialista ufficiale               |
| Nitti, Francesco Saverio                   | Potenza            | Liberale democratico                                      | Liberali, democratici              |
| Nunziante di San Ferdinando, Ferdinando    | Reggio di Calabria | Popolare italiano                                         | Popolare                           |
| Olivetti, Gino Jacopo                      | Torino             | Economico                                                 | Economico                          |
| Orano, Paolo                               | Cagliari           | Combattenti                                               | Combattenti                        |
| Orlando, Vittorio Emanuele                 | Palermo            | Liberale                                                  | Liberali                           |
| Pacchi, Gaetano                            | Firenze            | Socialista ufficiale                                      | Socialista ufficiale               |
| Padulli, Giulio                            | Como               | Popolare italiano                                         | Popolare                           |
| Pagella, Vincenzo                          | Torino             | Socialista ufficiale                                      | Socialista ufficiale               |
| Pallastrelli di Celleri, Giovanni          | Parma              | Liberale democratico                                      | Liberali, democratici              |
| Pancamo, Antonino                          | Girgenti           | Liberale democratico                                      | Liberali, democratici              |
| Panebianco, Gino                           | Padova             | Socialista ufficiale                                      | Socialista ufficiale               |
| Pantano, Edoardo                           | Catania            | Unione democratico-sociale                                | Democratici                        |
| Paolino, Stefano                           | Cuneo              | Socialista ufficiale                                      | Socialista ufficiale               |
| Paparo, Raffaele                           | Catanzaro          | Concentrazione democratica                                | Democratici                        |
| Paratore, Giuseppe                         | Messina            | Liberale democratico                                      | Liberali, democratici              |
| Pascale, Luigi                             | Campobasso         | Radicale                                                  | Radicali                           |
| Pasqualino Vassallo, Rosario               | Caltanissetta      | Blocco democratico                                        | Democratici                        |
| Pavan, Felice                              | Padova             | Socialista ufficiale                                      | Socialista ufficiale               |
| Peano, Camillo                             | Cuneo              | Liberale democratico                                      | Liberali, democratici              |
| Pecoraro Lombardo, Antonino                | Palermo            | Popolare italiano                                         | Popolare                           |
| Pellegrino, Giuseppe                       | Lecce              | Liberale democratico                                      | Liberali, democratici              |
| Pennisi di Santa Margherita, Giuseppe      | Catania            | Agrario                                                   | Economico                          |
| Perrone, Francesco                         | Potenza            | Liberale democratico                                      | Liberali, democratici              |
| Pescetti, Giuseppe                         | Firenze            | Socialista ufficiale                                      | Socialista ufficiale               |
| Pestalozza, Antonio                        | Novara             | Popolare italiano                                         | Popolare                           |
| Pezzullo, Angelo                           | Napoli             | Democratico liberale                                      | Liberali, democratici              |
| Philipson, Dino                            | Firenze            | Liberale                                                  | Liberali                           |
| Piccoli, Domenico                          | Vicenza            | Socialista ufficiale                                      | Socialista ufficiale               |
| Piemonte, Giuseppe                         | Udine              | Socialista ufficiale                                      | Socialista ufficiale               |
| Pietravalle, Michele                       | Campobasso         | Radicale                                                  | Radicali                           |
| Pietriboni, Ernesto                        | Udine              | Democratico                                               | Democratici                        |
| Pignatari, Raffaello                       | Potenza            | Liberale democratico                                      | Liberali, democratici              |
| Pilati, Gaetano                            | Firenze            | Socialista ufficiale                                      | Socialista ufficiale               |
| Pirolini, Giovanni Battista                | Ravenna            | Repubblicano                                              | Repubblicani                       |
| Pistoia, Ernesto                           | Alessandria        | Socialista ufficiale                                      | Socialista ufficiale               |
| Piva, Edoardo                              | Padova             | Popolare italiano                                         | Popolare                           |
| Poggi, Michelino                           | Genova             | Liberale                                                  | Liberali                           |
| Porzio, Giovanni                           | Napoli             | Democratico liberale                                      | Liberali, democratici              |
| Prampolini, Camillo                        | Parma              | Socialista ufficiale                                      | Socialista ufficiale               |
| Preda, Giambattista                        | Bergamo            | Popolare italiano                                         | Popolare                           |
| Quaglino, Felice                           | Novara             | Socialista ufficiale                                      | Socialista ufficiale               |
| Quarantini, Francesco                      | Macerata           | Socialista ufficiale                                      | Socialista ufficiale               |
| Rabezzana, Pietro                          | Torino             | Socialista ufficiale                                      | Socialista ufficiale               |
| Radi, Angelo                               | Ancona             | Socialista ufficiale                                      | Socialista ufficiale               |
| Raimondo, Orazio                           | Genova             | Blocco democratico liberale                               | Liberali, democratici              |
| Raineri, Giovanni                          | Parma              | Liberale democratico                                      | Liberali, democratici              |
| Ramella, Secondo                           | Novara             | Socialista ufficiale                                      | Socialista ufficiale               |
| Reale, Vito                                | Potenza            | Liberale democratico                                      | Liberali, democratici              |
| Recalcati, Umberto                         | Alessandria        | Socialista ufficiale                                      | Socialista ufficiale               |
| Reina, Ettore                              | Milano             | Socialista ufficiale                                      | Socialista ufficiale               |
| Renda, Salvatore                           | Catanzaro          | Democratico                                               | Democratici                        |
| Riba, Eugenio                              | Genova             | Socialista ufficiale                                      | Socialista ufficiale               |
| Riboldi, Ezio                              | Milano             | Socialista ufficiale                                      | Socialista ufficiale               |
| Riccio, Vincenzo                           | Chieti             | Costituzionali e combattenti                              | Liberali                           |
| Rindone, Santi                             | Catania            | Unione democratico-sociale                                | Democratici                        |
| Roberto, Riccardo                          | Cuneo              | Socialista ufficiale                                      | Socialista ufficiale               |
| Rocco di Torrepadula, Marco                | Napoli             | Popolare italiano                                         | Popolare                           |
| Rodinò, Giulio                             | Napoli             | Popolare italiano                                         | Popolare                           |
| Romita, Giuseppe                           | Torino             | Socialista ufficiale                                      | Socialista ufficiale               |
| Rondani, Dino                              | Novara             | Socialista ufficiale                                      | Socialista ufficiale               |
| Rosadi, Giovanni                           | Firenze            | Liberale                                                  | Liberali                           |
| Rosati, Mariano                            | Como               | Liberale democratico                                      | Liberali, democratici              |
| Rossi di Montelera, Cesare                 | Torino             | Liberale                                                  | Liberali                           |
| Rossi, Francesco                           | Genova             | Socialista ufficiale                                      | Socialista ufficiale               |
| Rossi, Luigi                               | Verona             | Liberale                                                  | Liberali                           |
| Rossini, Aldo                              | Novara             | Costituzionale democratico riformatore                    | Democratici                        |
| Rubilli, Alfonso                           | Avellino           | Democratico liberale                                      | Liberali, democratici              |
| Ruini, Meuccio                             | Parma              | Liberale democratico                                      | Liberali, democratici              |
| Russo, Gioacchino                          | Catania            | Combattenti                                               | Combattenti                        |
| Sacchi, Ettore                             | * Cremona          | Blocco democratico                                        | Democratici                        |
| Salandra, Antonio                          | Foggia             | Liberale                                                  | Liberali                           |
| Salvadori, Guido                           | Brescia            | Popolare italiano                                         | Popolare                           |
| Salvatori, Luigi                           | Lucca              | Socialista ufficiale                                      | Socialista ufficiale               |
| Salvemini, Gaetano                         | Bari               | Combattenti                                               | Combattenti                        |
| Sandrini, Amedeo                           | Venezia            | Liberale                                                  | Liberali                           |
| Sandroni, Guglielmo                        | Venezia            | Popolare italiano                                         | Popolare                           |
| Sandulli, Alfredo                          | Napoli             | Socialisti indipendenti                                   | Socialisti indipendenti            |
| Sanjust di Teulada, Edmondo                | Cagliari           | Popolare italiano                                         | Popolare                           |
| Sanna Randaccio, Giuseppe                  | Cagliari           | Democratico costituzionale                                | Democratici                        |
| Santin, Giusto                             | Udine              | Socialista ufficiale                                      | Socialista ufficiale               |
| Santini, Antonio                           | Ancona             | Socialista ufficiale                                      | Socialista ufficiale               |
| Sarrocchi, Gino                            | Siena              | Liberale                                                  | Liberali                           |
| Satta Branca, Pietro                       | Sassari            | Radicale                                                  | Radicali                           |
| Sbaraglini, Giuseppe                       | Perugia            | Socialista ufficiale                                      | Socialista ufficiale               |
| Scagliotti, Giovanni                       | Pavia              | Socialista ufficiale                                      | Socialista ufficiale               |
| Scarabello, Policarpo                      | Verona             | Socialista ufficiale                                      | Socialista ufficiale               |
| Scevola, Giuseppe                          | * Pavia            | Popolare italiano                                         | Popolare                           |
| Schiavon, Sebastiano                       | Padova             | Popolare italiano                                         | Popolare                           |
| Scialabba, Giuseppe                        | Palermo            | Liberale                                                  | Liberali                           |
| Scialoja, Antonio                          | Napoli             | Economico                                                 | Economico                          |
| Giacomo Scotti                             | Alessandria        | Popolare italiano                                         | Popolare                           |
| Serrati, Carlo Lucio                       | Genova             | Socialista ufficiale                                      | Socialista ufficiale               |
| Sgobbo, Francesco Paolo                    | Avellino           | Democratico liberale                                      | Liberali, democratici              |
| Siciliani, Luigi                           | Catanzaro          | Combattenti                                               | Combattenti                        |
| Sifola, Augusto                            | Napoli             | Combattenti                                               | Combattenti                        |
| Sighieri, Ettore                           | Pisa               | Repubblicano                                              | Repubblicani                       |
| Signorini, Agostino                        | Siena              | Popolare italiano                                         | Popolare                           |
| Sipari, Erminio                            | Aquila             | Democratico costituzionale                                | Democratici                        |
| Sitta, Pietro                              | Ferrara            | Blocco democratico                                        | Democratici                        |
| Smorti, Filiberto                          | Firenze            | Socialista ufficiale                                      | Socialista ufficiale               |
| Soleri, Marcello                           | Cuneo              | Liberale democratico                                      | Liberali, democratici              |
| Spada, Domenico Andrea                     | * Bari             | Blocco democratico                                        | Democratici                        |
| Spagnoli, Antonio                          | Como               | Socialista ufficiale                                      | Socialista ufficiale               |
| Spetrino, Eugenio                          | Campobasso         | Liberale democratico                                      | Liberali, democratici              |
| Squitti, Baldassarre                       | Catanzaro          | Liberale                                                  | Liberali                           |
| Stefini, Evaristo                          | * Bergamo          | Popolare italiano                                         | Popolare                           |
| Storchi, Amilcare                          | Parma              | Socialista ufficiale                                      | Socialista ufficiale               |
| Stucchi Prinetti, Luigi                    | Como               | Popolare italiano                                         | Popolare                           |
| Susi, Attilio                              | Roma               | Fascio repubblicano-socialista-combattenti                | Radicali, repubblicani, riformisti |
| Tamborino, Paolo                           | Lecce              | Liberale democratico                                      | Liberali, democratici              |
| Tangorra, Vincenzo                         | Lucca              | Popolare italiano                                         | Popolare                           |
| Targetti, Ferdinando                       | Firenze            | Socialista ufficiale                                      | Socialista ufficiale               |
| Tassinari, Francesco                       | Alessandria        | Socialista ufficiale                                      | Socialista ufficiale               |
| Tedesco, Ettore                            | Avellino           | Democratico liberale                                      | Liberali, democratici              |
| Tedesco, Francesco                         | Chieti             | Liberale democratico                                      | Liberali, democratici              |
| Tescione, Giovanni                         | Caserta            | Democratici e combattenti                                 | Democratici                        |
| Teso, Antonio                              | * Vicenza          | Liberale democratico                                      | Liberali, democratici              |
| Todeschini, Mario                          | Verona             | Socialista ufficiale                                      | Socialista ufficiale               |
| Tofani, Giovanni                           | Macerata           | Liberale democratico                                      | Liberali, democratici              |
| Tonello, Tommaso                           | Treviso            | Socialista ufficiale                                      | Socialista ufficiale               |
| Tonetti, Michele                           | Lucca              | Liberale                                                  | Liberali                           |
| Tono, Pietro                               | Udine              | Popolare italiano                                         | Popolare                           |
| Torre, Andrea                              | Salerno            | Liberale democratico                                      | Liberali, democratici              |
| Tortorici, Nicolò                          | Trapani            | Blocco radico-riformista                                  | Radicali, repubblicani, riformisti |
| Tosti di Valminuta, Fulco                  | Caserta            | Liberale democratico                                      | Liberali, democratici              |
| Tovini, Livio                              | Vicenza            | Popolare italiano                                         | Popolare                           |
| Trentin, Silvio                            | Venezia            | Democratico                                               | Democratici                        |
| Treves, Claudio                            | Milano             | Socialista ufficiale                                      | Socialista ufficiale               |
| Trevisani, Giuseppe                        | Ferrara            | Socialista ufficiale                                      | Socialista ufficiale               |
| Troilo, Francesco                          | Lecce              | Liberale democratico                                      | Liberali, democratici              |
| Trozzi, Mario                              | Aquila             | Socialista ufficiale                                      | Socialista ufficiale               |
| Tupini, Umberto                            | Macerata           | Popolare italiano                                         | Popolare                           |
| Turano, Alberto                            | Caserta            | Popolare italiano                                         | Popolare                           |
| Turati, Filippo                            | Milano             | Socialista ufficiale                                      | Socialista ufficiale               |
| Ursi, Vincenzo                             | Bari               | Popolare italiano                                         | Popolare                           |
| Vacca, Umberto                             | Napoli             | Popolare italiano                                         | Popolare                           |
| Vacirca, Vincenzo                          | Bologna            | Socialista ufficiale                                      | Socialista ufficiale               |
| Vallone, Antonio                           | Lecce              | Blocco democratico                                        | Democratici                        |
| Vassallo, Ernesto                          | Caltanissetta      | Popolare italiano                                         | Popolare                           |
| Vella, Arturo                              | Bari               | Socialista ufficiale                                      | Socialista ufficiale               |
| Venditti, Antonio                          | Campobasso         | Liberale democratico                                      | Liberali, democratici              |
| Venisti, Gennaro                           | Bari               | Blocco democratico                                        | Democratici                        |
| Ventavoli, Lorenzo                         | * Lucca            | Socialista ufficiale                                      | Socialista ufficiale               |
| Verdirame, Gaetano                         | Girgenti           | Democratico                                               | Democratici                        |
| Vigna, Oberdan                             | Udine              | Socialista ufficiale                                      | Socialista ufficiale               |
| Visocchi, Achille                          | Caserta            | Liberale democratico                                      | Liberali, democratici              |
| Volpi, Giulio                              | Roma               | Socialista ufficiale                                      | Socialista ufficiale               |
| Zaccone, Giovanni                          | Cuneo              | Popolare italiano                                         | Popolare                           |
| Zanardi, Francesco                         | Bologna            | Socialista ufficiale                                      | Socialista ufficiale               |
| Zanzi, Carlo                               | Alessandria        | Socialista ufficiale                                      | Socialista ufficiale               |
| Zegretti, Raffaele                         | Roma               | Liberale democratico                                      | Liberali, democratici              |
| Zerboglio, Adolfo                          | Alessandria        | Socialista riformista                                     | Socialisti riformisti              |
| Zibordi, Giovanni                          | Parma              | Socialista ufficiale                                      | Socialista ufficiale               |
| Zileri Dal Verme, Roberto                  | Vicenza            | Popolare italiano                                         | Popolare                           |
| Zilocchi, Carlo                            | * Bergamo          | Socialista ufficiale                                      | Socialista ufficiale               |
| Zito, Nicolò                               | Palermo            | Liberale                                                  | Liberali                           |
| Zucchini, Carlo                            | Ravenna            | Popolare italiano                                         | Popolare                           |